# Lytton Wilmot Shatford
Lytton Wilmot Shatford (4 février 1873-8 novembre 1920) est un homme politique canadien de la Colombie-Britannique. Il est député provincial conservateur de la circonscription britanno-colombienne de Similkameen de 1903 à 1918.

## Biographie
Né à Hubbards (en) en Nouvelle-Écosse, Shatford s'établit en Colombie-Britannique lors des ruées vers l'or qui surviennent dans la province. Il opère un magasin général avec son frère, Walter Tyrrel Shatford, dans la ville de Fairview (près de Oliver). Ils possèdent aussi le Shatford Mercantile Store à Hendley.
En 1905, les frères ouvrent la Southern Okanagan Land Company. Ils procèdent alors à la vente d'une terre au nord de la frontière canado-américaine et à l'installation d'un système d'irrigation autour du lac Vaseux. Les frères vendent également une terre de 22 000 acres au gouvernement de la Colombie-Britannique pour permettre l'établissement des soldats canadiens démobilisés à la suite de la Première Guerre mondiale.
Shatford est le second président du BC and Yukon Chamber of Mines à la suite du passage de Robert Hedley.
Élu en 1903, il demeure en poste jusqu'à sa démission en 1918 à la suite de sa nomination au Sénat du Canada par le premier ministre Robert Borden. Shatford meurt en fonction des suites d'un accident vasculaire cérébral au General Hospital (en) de Vancouver en novembre 1920,.

## Hommage
La Shatford School, maintenant partie de la Penticton Secondary School, de Penticton était nommé en son honneur.